# Musė (Neris)
Die Musė (polnisch: Musa) ist ein rechtsseitiger Zufluss der Neris in Litauen.

## Geografie
Der 61,5 km lange Fluss entspringt aus dem See Širvys bei dem Ort Glitiškės im früheren Bezirk Vilnius und fließt in zahlreichen Mäandern in westlicher Richtung bis zu seiner Mündung in die Neris bei dem Dorf Čiobiškis. Das Einzugsgebiet wird mit 350,6 km² angegeben, der Abfluss an der Mündung mit 2,46 m³/s.